# بیچوود تریلز (اوهایو)
بیچوود تریلز (به انگلیسی: Beechwood Trails) یک منطقهٔ مسکونی در ایالات متحده آمریکا است که در شهرستان لایکینگ واقع شده‌است. بیچوود تریلز ۸٫۹ کیلومتر مربع مساحت و ۲٬۲۵۸ نفر جمعیت دارد و ۳۶۸ متر بالاتر از سطح دریا واقع شده‌است.